# 穿心鼓楼站
穿心鼓楼站是昆明地铁2号线的地铁车站，位于中华人民共和国云南省昆明市盘龙区北京路与园通街交叉口，于2014年4月30日开通。

## 车站结构
穿心鼓楼站位于北京路与园通街交叉口，沿北京路设置，呈南北走向，为地下两层岛式站台车站，车站长167.6米，车站地下一层为站厅层，地下二层为站台层，站台设置全高站台门。
| 地面              | 出入口 | A、B、D出入口 |
| 地下一层          | 站厅   | 客服中心、自动售票机、验票机 |
| 地下二层          | 站台   | \| \| \| █ 2号线往北部汽车站（火车北站） \| \| 島式 · 開右邊车门 \| \| \| \| \| \| █ 2号线往 █ 1号线大学城南及昆明南火车站（交三桥） \| |
|                   |        | █ 2号线往北部汽车站（火车北站） |
| 島式 · 開右邊车门 |        | |
|                   |        | █ 2号线往 █ 1号线大学城南及昆明南火车站（交三桥）                                                                                       |

## 出入口
穿心鼓楼站目前开放3个出入口，各出口及周围设施如下所示：
| 编号                  | 地点   | 建议前往的目的地                                               | 照片 |
| --------------------- | ------ | -------------------------------------------------------------- | ---- |
| 出口 · A              | 北京路 | 云南省军区家属院、蓝天大酒店（空军招待所）、云南省红十字会医院 |      |
| 出口 · B · 升降机标志 | 北京路 | 摩玛小区                                                       |      |
| 出口 · D              | 穿金路 | 云南省公路科学技术研究院                                       |      |
| 註： 設有             |        |                                                                |      |

## 接驳交通

### 公交车
- 穿心鼓楼(北京路)：3路，23路，23路夜，61路，71路，85路，105路
- 穿心鼓楼(穿金路)：85路，91路，119路，235路，Z5路

## 车站历史
本站建设时期工程名为圆通街站，开通前确定以穿心鼓楼站作为车站正式名称。
- 2012年3月31日，车站主体结构封顶[4]。
- 2014年4月30日，车站随1、2号线首期工程全线通车开通[1]。
- 2020年1月30日，受新冠疫情影响，车站暂停运营[5]。3月18日，车站恢复运营[6]。